# Agrostis trancaspica
Agrostis trancaspica é uma espécie de gramínea do gênero Agrostis, pertencente à família Poaceae.